# Saint-Jory-las-Bloux
Saint-Jory-las-Bloux là một xã, nằm ở tỉnh Dordogne vùng Aquitaine của Pháp. Xã này có diện tích 16,94 km², dân số năm 2004 là 239 người. Xã nằm ở khu vực có độ cao trung bình 190 m trên mực nước biển.

## Thông tin nhân khẩu
| Năm    | 1962 | 1968 | 1975 | 1982 | 1990 | 1999 | 2004 |
| ------ | ---- | ---- | ---- | ---- | ---- | ---- | ---- |
| Dân số | 292  | 271  | 229  | 251  | 241  | 237  | 239  |